# الذلفاء جارية ابن طرخان
الذَّلفاء جارية ابن طرخان مغنية شاعرة، اشتراها سليمان بن عبد الملك بعد أن صارت إليه الخلافة. فدخل العباس بن الأحنف على الذلفاء فقال: أجيزي هذا البيت. أهدى له أحبابه أُترجَّة فبكى وأشفق من عيافة زاجر فقالت ارتجالاً: «خاف التلوُّنَ إذ أتته لأنها لونان باطنها خلاف الظاهر»
فقال العباس بن الأحنف: لئن ظهر هذا البيت لا دخلت لكم منزلاً أبداً ضمته إلى بيته. وقالت: